# Патрульные катера проекта 50030
Патрульные катера проекта 50030 «Калкан» — патрульные катера украинской постройки. Предназначены для несения службы по охране государственной границы на реках, озёрах и в прибрежных районах морей, а также для обеспечения службы морских контрольно-пропускных пунктов, решения других задач.

## История
31 августа 2014 года тактическая группа из двух сторожевых катеров морской охраны государственной пограничной службы Украины (катер BG 119 проекта 1400М «Гриф» и малый катер типа «Калкан») на Азовском море была обстреляна с берега неизвестными в районе села Безыменное, в результате чего катер BG 119 получил повреждения и затонул.

## Модификации
проект 50030 «Калкан»
проект 09104 «Калкан-П» — скоростной патрульный катер, разработанный для нужд береговой охраны Украины.
«Калкан-М» — представляет собой модернизированный вариант «Калкана», оснащённого импортным оборудованием, шведскими двигателями фирмы «Volvo-Penta» (модель ТАМD 122Р-А) и водомётами.

## Страны-эксплуатанты
- Украина — морская охрана ГПСУ

Несколько катеров входят в береговые охраны Казахстана и Туркмении. Кроме того, после аннексии Крыма три катера проекта «Калкан» оказались под контролем России, после чего были переданы различным министерствам Республики Крым.